# GD-ROM

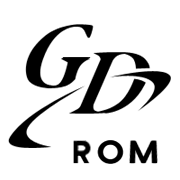
A GD-ROM logója

A GD-ROM (a „giga disk read-only memory” rövidítése) egy optikai tároló amit a Sega Dreamcast konzolja használt. A CD-ROM-hoz hasonló, de a kis kráterek (pitek) közelebb vannak egymáshoz. Így a kapacitása 1,2 gigabyte, míg egy CD lemezre csak 700 megabyte adat fér fel. A Yamaha fejlesztette a Sega számára.
GD-ROM meghajtót lehetett szerelni a Sega NAOMI és a Sega NAOMI 2 játékgépekbe is. A Sega Chihiro a Sega/Nintendo/Namco Triforce rendszere is használta.

## Technikai részletek
Egy GD-ROM lemeznek három területe van. Az egyik ilyenen általában a zenék vannak és egy figyelmeztetés, hogy ez a lemez nem játszható le CD lejátszóban. Ezeket a figyelmeztetések néha a játék szereplői mondják, például a Skies of Arcadia lemezét behelyezve azt lehet hallani, hogy „Nem tudjuk megmenteni a világot egy CD lejátszóból! Tegyél minket vissza a Sega Dreamcastba, hogy megtehessük a munkánkat”.

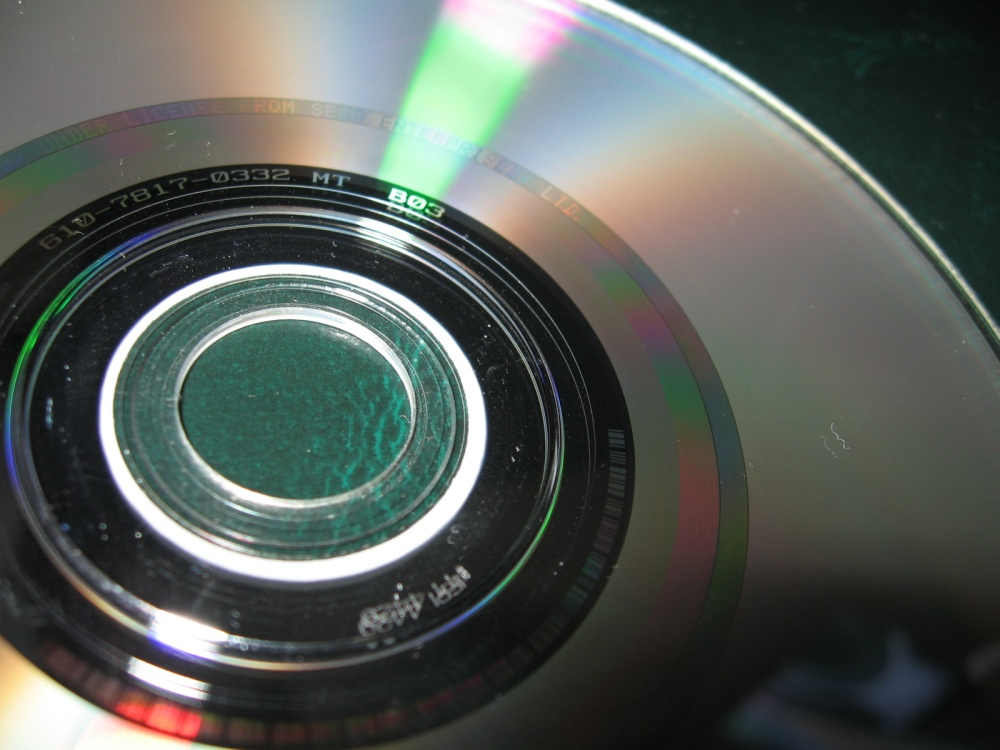
A GD-ROM 3 sávja

Ez a terület olyan adatokat is tartalmazhat amiket egy számítógép is tud olvasni, de ezek általában csak szöveges fájlok a játék beazonosítására. Vannak olyan játékok is amikben bónusz tartalmak is vannak a számítógéppel is rendelkező játékosoknak (Sonic Adventures - A játék szereplőiről képek). A következő terület az elválasztó sáv. Ezen a sávon csak a Produced by or under license from SEGA Enterprises LTD Trademark SEGA szöveg található (hasonlóan a Saturnhoz). Az utolsó terület (a lemez külső széle) tartalmazza magát a játékot. Ez a rész 112 perc hosszú, ami azt jelenti, hogy 1,2 Gibibyte adatot tartalmazhat egy lemez.
A legelterjedtebb módja a GD-ROM-ok adatainak eléréséhez az, hogy magát a Dreamcastot használják meghajtóként majd az számítógépre kötve (speciális kábellel, Dreamcast Broadband Adapterrel, vagy a Dreamcast módosításával) átmásolják rá.
A GD-ROM-ot a Dreamcast CAV (Constant angular velocity) módban olvassa. A Sega úgy ért el nagyobb sűrűséget, hogy megfelezte a lemez olvasási sebességét, de azon terület olvasását ahol a hangok vannak normál sebességen olvassa.
NetBSD-re is kifejlesztettek egy GD-ROM drivert. Ezt a drivert portolták át Linux-ra. Egy új driver is készülőben van az előző kompatibilitási problémái miatt.
A Linux kernel 2.6.25 támogatja a GD-ROM-ot.
A Sega már nem gyárt GD-ROM lemezeket.

## Fordítás
- Ez a szócikk részben vagy egészben  a   GD-ROM című angol Wikipédia-szócikk fordításán alapul.  Az eredeti cikk szerkesztőit annak laptörténete sorolja fel. Ez a jelzés csupán a megfogalmazás eredetét és a szerzői jogokat jelzi, nem szolgál a cikkben szereplő információk forrásmegjelöléseként.